# Енергийна плътност
Енергийна плътност е количеството енергия на дадена система или област в пространството, съдържаща се в единица обем. Понякога това понятие се използва за енергията в единица маса, макар в този случай точният термин да е специфична енергия. Често, особено за практични цели под енергийна плътност се разбира само използваемата част от енергията, като остатъка, който не може да бъде използван се пренебрегва.
Енергийната плътност се използва например при сравнението на различни видове горива или електрически батерии – колкото по-голяма е енергийната плътност, толкова повече енергия може да бъде съхранена или транспортирана в едно и също количество обем.